# هيلا صديقي
هيلا صديقي (بالفارسية: هيلا صديقى) (29 مارس 1985، في طهران، إيران)؛ شاعرة، تشكيلية وناشطة مدنية إيرانية. حصلت في عام 2012، على جائزة «هِلْمِن/هَمَت» التي تشرف عليها منظمة هيومن رايتس ووتش، وذلك بسبب نشاطها الحقوقي والمدني خلال الثورة الخضراء التي اعقبت الانتخابات الرئاسية الإيرانية لعام 2009، حوكمت وتعرضت للاعتقال والسجن أكثر من مرة، آخرها كان لدى عودتها إلى «إيران» في يناير 2016.

## المحاكمة والسجن
في 9 ديسمبر 2010، اقتحم ضباط من المخابرات الإيرانية منزلها، حيث صودرت أموالها الشخصية، وعلى أثرها ومن أجل استجوابها قاموا بإحضارها يوميًا طيلة عشرة أيام إلى مقر وزارة المخابرات الإيرانية، حيث استجوبت على التوالي ما بين ثمان إلى تسع ساعات يوميًا.
وفي مايو 2011 حُبست لأول مرة حيث رُحّلت إلى سجن إيفين، إلى أن أخلي سبيلها بضمان. ثم تمت محاكمها في 16 أغسطس 2011 بالشعبة "26" التابعة لمحكمة الثورة الإسلامية، حيث أفادت وسائل الإعلام أن «هيلا صديقي» حكم عليها بالسجن تعزيرًا لمدة أربع أشهر، وخمسة أعوام أخرى مع وقف التنفيذ. كذلك منعت من السفر خارج إيران ما بين 2009 و2011.

## جائزة "هيومن رايتس ووتش
في عام 2012 حصلت «هيلا صديقي» على جائزة «هِلْمِن/هَمَت» التي تشرف عليها منظمة هيومن رايتس ووتش، وذلك بسبب نشاطها الحقوقي والمدني خلال الثورة الخضراء التي أعقبت الانتخابات الرئاسية الإيرانية لعام 2009، وهي جائزة حقوقية مع منح مادية تمنح للكُتّاب الذين كانوا هدفًا للاضطهاد السياسي أو تعرضوا لانتهاكات حقوق الإنسان، من جميع أنحاء العالم.

### تاريخ الجائزة
تحمل هذه الجائزة اسم الكاتبة المسرحية الأمريكية ليليان هيلمان، ورفيق عمرها؛ الروائي داشيل هاميت. وكان كلاهما قد تعرض للاستجواب من جانب لجان تابعة للكونغرس الأمريكي بشأن معتقداتهما وانتماءاتهما السياسية أثناء التحقيقات العدائية المُناهضة للشيوعية؛ والتي اقترحها السيناتور جوزيف مكارثي في خمسينيات القرن المنصرم، والتي اشتهرت بالمكارثية. عانت هيلمان مهنيًا، وواجهت صعوبات في الحصول على عمل. أما هاميت فقضى وقتاً في السجن. وفي عام 1989، طلب أُمناء الجائزة، الذين عينتهم هيلمان في وصيتها، من هيومن رايتس ووتش اقتراح برنامج لمُساعدة الكُتاب المُستهدفين بسبب قيامهم بالتعبير عن آراء تعارضها حكوماتهم، أو لانتقادهم مسؤولين حكوميين أو إجراءات حكومية، أو لقيامهم بالكتابة حول موضوعات تثير اهتمام الرأي العام، ولا ترغب حكوماتهم في تناولها. حيث يقوم البرنامج بتقديم منح رمزية طارئة إلى الكُتّاب الذين يتحتم عليهم مُغادرة بلدانهم هربًا من الاضطهاد أو الذين يحتاجون إلى رعاية طبية عاجلة بعد انتهاء مدة عقوبة الحبس التي نفذت بحقهم، أو بسبب تعرضهم للتعذيب لفترات طويلة على يد أجهزة السلطة الأمنية.